# Charles d'Albert, vévoda de Luynes
Charles d'Albert, vévoda de Luynes (1578–1621) byl francouzský politik, oblíbenec krále Ludvíka XIII. V letech 1616 až 1621 byl mnohými Francouzi považován za nejmocnějšího muže hned po králi, ale o významných státních záležitostech příliš nerozhodoval a ani jim z velké části nerozuměl. Podle jiného zdroje bylo ovšem jeho politické působení „diktaturou“.

## Život
Pocházel z poměrně chudé provensálské šlechtické rodiny. Jeho otec se vypracoval na plukovníka a zastával úřady v regionální správě. Charles d'Albert se roku 1611 stal královským sokolníkem, v lednu 1615 obdržel funkci místodržitele Amboise a roku 1616 kapitána Louvru. Sokolnictví bylo velkým koníčkem tehdy dospívajícího Ludvíka XIII., a proto byl se svým ptáčníkem v častém kontaktu. V té době se osamělý král, ke kterému se jeho matka Marie Medicejská chovala chladně, s Luynesem spřátelil.

### Mocenský vzestup
Zlom v jeho životě nastal roku 1616, kdy se významnou měrou podílel na spiknutí, během kterého byl svržen a zavražděn Concino Concini, favorit regentky Marie Medicejské, která spolu s ním vládla místo svého syna. Během těchto událostí se ale choval váhavě a doporučoval Ludvíkovi, aby se z Paříže utekl. Přesto poté, co se král chopil samostatné vlády, obdržel postupně úřad prvního komořího, státního rady, kapitána Bastily, dále velení nad stovkou ozbrojených mužů, vévodský titul a funkci konetábla. Ludvík XIII. ho dokonce hodlal oženit se svou nevlastní sestrou, ta však se s sňatkem pod svou úroveň nesouhlasila. Luynes se tedy oženil s Marií de Rohan. Vzhledem ke svému důvěrnému přátelství s králem byl Luynes Francouzi považován za neoficiální hlavu státu. Nikdy se však nestal ministrem, a kromě funkce konetábla neobdržel ani žádnou jinou vysokou vládní funkci. Sice se účastnil zasedání státní rady, ale jeho účast byla dost nevýrazná. Byl povrchní a státním záležitostem rozuměl velice málo. Nebyl schopen vládnout státu. Při jednom zasedání rady byl dokonce králem napomenut, aby mlčel, když neví, co mluví. Současníky byl hodnocen jako hodně průměrný, ne příliš schopný člověk, toužící po majetku a poctách. Měl ale vliv na rozdělování různých funkcí a královských důchodů, zprostředkovával králi styk s těmi, co o to požádali a také konzultoval s králem udělování milostí. Jiný zdroj ale jeho politické působení popisuje jako „diktaturu“ a srovnává ho s Concinem Concinim. Luynes získal jeho majetek a nechal jeho ženu Leonoru Galigaï popravit pro čarodějnictví, aby získal i tu část, kterou po svém manželovi zdědila.
Luynesovi postupně stouplo sebevědomí natolik, že již tolik nerespektoval krále a jejich vzájemný vztah se zhoršil. Roku 1621 během tažení proti hugenotům na jihu Francie neúspěšně velel obléhání Montaubanu. Během něho dostal silné horečky a náhle zemřel.
Svým vzestupem pomohl ke kariéře i několika příbuzným, jeho mladší bratr Honoré d'Albert d'Ailly (1581–1649) se v roce 1619 stal maršálem Francie, poté se uplatnil jako vojevůdce třicetileté války a s titulem vévody de Chaulnes (1621) založil mladší rodovou linii. 